# مبادئ الرياضيات

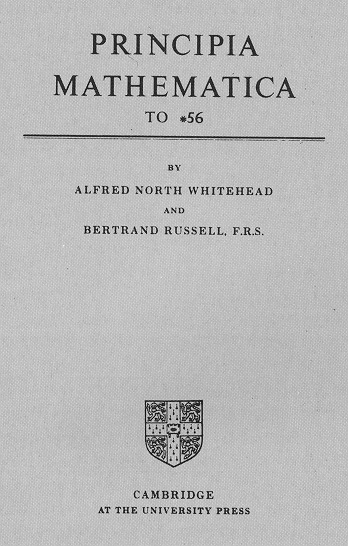
عنوان النسخة المختصرة من "مبادئ الرياضيات"

مبادئ الرياضيات أو أصول الرياضيات (The Principia Mathematica) هو عبارة عن عمل مكون من ثلاثة مجلدات حول أسس الرياضيات كتبه كل من ألفريد نورث وايتهيد وبرتراند راسل، ونُشِرَ في الأعوام (1910 و 1912 و 1913)، وفي (1925-1927) أُصدِرَت طبعة ثانية مع مقدمة مهمة، وملحق A بدل *9 وملحقين آخرين B وC جديدين كليًا.
جاء مبادئ الرياضيات كمحاولة لتمثيل مجموعة من البديهيات وقواعد الاستنتاج في المنطق الرمزي، بحيث يمكن -من حيث المبدأ-إثبات جميع الحقائق الرياضية من خلالها، وعلى هذا النحو، فإنّ هذا المشروع الطموح ذو أهمية كبيرة في تاريخ الرياضيات والفلسفة كونه أحد أهم الأعمال المتجهة للاعتقاد بأن مثل هذا الطرح قد يكون قابلاً للتحقيق، ومع ذلك في عام 1931 أثبتت مبرهنات عدم الاكتمال لغودل بشكل قاطع أن هذه المحاولة وأي محاولة أخرى لن تتمكن من تحقيق هذا الهدف أبداً؛ فأي مجموعة من البديهيات والقواعد الاستنتاجية المقترحة لتغليف الرياضيات، إما أن يكون النظام فيها غير متناسق، أو أن يُوجَد بعض الحقائق الرياضية التي لا يمكن استنتاجها منها.
أحد أهم الإلهامات والدوافع لهذا العمل كان العمل السابق لجوتلوب فريجه حول المنطق الذي ساهم في تأسيس مفارقات راسل، حيث كان السعي في مبادئ الرياضيات لتجنب هذه المشكلة من خلال استبعاد إنشاء مجموعات عشوائية غير مقيدة، وهذا ما تحقق من خلال استبدال مفهوم المجموعة العامة بفكرة التسلسل الهرمي لمجموعات «الأنواع» المختلفة، وهي مجموعة من نوع معين لا تسمح إلا باحتواء مجموعات من الأنواع الأقل درجة، ومع ذلك فإنّ الرياضيات المعاصرة تتجنّب المفارقات مثل مفارقات راسل بطريقة أكثر عملية، مثل نظرية مجموعات زرملو-فرنكل.
لا ينبغي الخلط بين هذا العمل وبين كتاب راسل «مبادئ الرياضيات\الرياضة-1903»، ويُصَرَّح في مبادئ الرياضيات التالي: «إن العمل الحالي كان يقصد به أصلاً أن يكون مجلدًا ثانيًا لمبادئ الرياضيات-1903... لكن مع تقدُّمنا أصبح من الواضح بشكل متزايد أن الموضوع أكبر بكثير مما كنا نفترض، علاوةً على ذلك، بالنسبة للعديد من الأسئلة الأساسية التي تركت غامضة ومشكوك فيها في العمل السابق، وصلنا الآن إلى ما نعتقد أنه حلًا مرضٍ».
دائمًا ما عُرِف مبادئ الرياضيات بتعقيده الطباعي، وكذلك هو مشهور باستخدامه عدة مئات من الصفحات لإثبات صحة القضية 1 + 1 = 2، وقد وضعته المكتبة الحديثة في المرتبة 23 من قائمة أفضل 100 كتاب غير خيالي باللغة الإنجليزية في القرن العشرين.

## نطاق الأسس الموضوعة
يغطي هذا العمل نظرية المجموعات، والأعداد الأصلية، والأعداد الترتيبية، والأعداد الحقيقية فقط، أي لم يتم تضمين نظريات أعمق من التحليل الحقيقي، ولكن في نهاية المجلد الثالث كان من الواضح للخبراء أنه يمكن من حيث المبدأ تطوير كمية كبيرة من الرياضيات المعروفة في هذه الشكلية المتبناة، كما كان من الواضح أيضًا كم سيكون مثل هذا التطوير طويلًا.
كان قد تم التخطيط لمجلد رابع حول أسس الهندسة الرياضية، لكن المؤلفين اعترفوا بالإرهاق الفكري عند اكتمال المجلد الثالث.

## الأسس النظرية
كما لوحظ في نقد النظرية التي كتبها كورت غودل، بأنه على عكس النظرية الشكلية"Formalist theory" فإن النظرية المنطقية "logicistic" التي يقدمها هذا العمل لا تملك «البيان الدقيق لبناء الشكلية»، ومن الملاحظ أيضًا أن هذه النظرية تقدم تفسيرات (بمفهوم نظرية النموذج) مباشرة تقريبًا فيما يتعلق بقيم الحقيقة لسلوك الرموز "⊢" (تأكيد الحقيقة)، "~" (لا منطقية، النفي)، و "V" (الفصل، أحدهما صحيح أو كلاهما).
قيم الحقيقة: يرسخ «مبادئ الرياضيات» مفاهيم «الحقيقة» و«الزيف» في مفهوم «القضايا الأولية»، والنظرية الشكلية (النقية) لن تقدم معنى الرموز التي تشكل «القضايا الأولية» - يمكن للرموز نفسها أن تكون عشوائية وغير مألوفة على الإطلاق، فالنظرية تحدد فقط كيف تتصرف الرموز بناء على قواعد النظرية، ولاحقًا بتعيين «القيم» سيحدد النموذج تفسيرًا لما تقوله الصيغ، وهكذا في رمز كلين الشكلي المبين أدناه، يوضع بين قوسين «تفسير» المعنى الشائع للرموز، وبشكل ضمني كيف يتم استخدامها في نهاية المطاف، وعلى سبيل المثال «¬ (ليس)»، لكن هذه ليست نظرية شكلية نقية.

### البناء المعاصر للنظرية الشكلية
تُقدَّم النظرية الشكلية التالية كنقيض للنظرية المنطقية لكتب مبادئ الرياضيات، وسيكون البناء المعاصر لنظام شكلي على النحو التالي:
1. الرموز المستخدمة: هذه المجموعة هي مجموعة البداية، ويمكن أن تظهر رموز أخرى ولكن فقط بتعريف من رموز البداية، قد تكون مجموعة البدء هي المجموعة التالية المشتقة من كلين 1952 (Kleene 1952): الرموز المنطقية: "→" (يستلزم، إذا وفإنّ، و"⊃")، "&" (و)، "V" (أو)، "¬" (ليس)، "∀" (للكل)، "∃" (يوجد)، رمز المسند "=" (يساوي)، الرموز الوظيفية "+" (إضافة حسابية)، "∙" (الضرب الحسابي)، """(لاحق)، الرمز الفردي "0" (صفر)، المتغيرات "a"، "b"، "c" وما إلى ذلك، والأقواس "(" و ")".[3]
2. سلاسل الرموز: ستقوم النظرية على بناء «سلاسل» من هذه الرموز بالتسلسل.
3. قواعد التشكيل: تُعيّن النظرية قواعد بناء الجملة عادة كتعريف مرتد يبدأ بـ "0" ويحدد كيفية بناء الجمل المقبولة أو «الصيغ جيدة التشكيل-WFF»، يتضمن هذا قاعدة «استبدال» السلاسل لرموز تسمى «المتغيرات» (على عكس أنواع الرموز الأخرى).
4. قاعدة أو قواعد التحويل: البديهيات التي تحدد سلوكيات الرموز وتسلسلها.
5. قاعدة الاستدلال، الفصل، القياس الاستثنائي: القاعدة التي تسمح للنظرية بفصل الاستنتاج من المقدمة المنطقية التي أدت إليه، ومن ثم تجاهل هذه المقدمة (الرموز على يسار الخط │، أو الرموز فوق الخط إذا كان أفقيًا)، وإن لم تكن الحالة كذلك، فإن الاستبدال سيؤدي إلى سلاسل أطول وأطول يجب ترحيلها، وبالفعل بعد تطبيق قياس استثنائي لن يبقى شيء سوى الاستنتاج، أما الباقي فيختفي إلى الأبد.

غالباً ما تحدد النظريات المعاصرة بديهياتها الأولى الكلاسيكية أو القياس الاستثنائي أو «قاعدة الانفصال»:
A, A ⊃ B │ B
عادة ما يكتب الرمز "│" كخط أفقي، وهنا "⊃ " تعني «يستلزم»، والرموز A و B تمثل «بدائل» للسلاسل؛ ويطلق على هذا النوع من الترميز «خطة مسلمة» (أي أنّ هناك عددًا محسوبًا لأشكال معينة يمكن أن يأخذها الترميز)، ويمكن قراءة هذا بطريقة مشابهة لـ (إذا- فإنّ) ولكن مع وجود اختلاف: لسلسة الرموز المعطاة إذا كان A وA يستلزم Bفإنّ B (تبقى B فقط لاستخدامها مرة أخرى)، لكن الرموز ليس لها أي «تفسير» (على سبيل المثال، لا يوجد «جدول الحقيقة» أو «قيم الحقيقة» أو «وظائف الحقيقة») ويستمر القياس الاستثنائي بشكل ميكانيكي بالقواعد وحدها.

### البناء
تحتوي نظرية مبادئ الرياضيات على أوجه تشابه كبيرة واختلافات مشابهة مع النظرية الشكلية المعاصرة، يقول كلين (Stephen Cole Kleene)، إن «استنتاج الرياضيات من المنطق يُقَدَّم كبديهيات حدسية، كان المقصود بأن تُصدَّق البديهيات، أو على الأقل تُقبَل على أنها فرضيات معقولة حول العالم»، وفي الواقع على عكس النظرية الشكلية التي تتلاعب بالرموز وفقًا للقواعد يقدم مبادئ الرياضيات فكرة «قيم الحقيقة»، أي الحقيقة والزيف في المعنى الواقعي، و«تأكيد الحقيقة» كعناصر خامسة وسادسة في بنية النظرية (مبادئ الرياضيات 1962: 4–36):
1. المتغيرات.
2. استخدام الأحرف المتنوعة.
3. الدالات الأولية للقضايا: «الدالة المتناقضة» التي يرمز لها بـ "~" و «الجمع المنطقي أو دالة الفصلDf» التي يرمز لها بـ "∨" تعتبر أنها تضمين أساسي ومنطقي يُعرَّف (المثال التالي يُستَخدَم أيضًا لتوضيح 9، التعريف أدناه) كـ:

p ⊃ q .=. ~ p ∨ q Df.
والناتج المنطقي يُعرَّف كـ: p . q .=. ~(~p ∨ ~q) Df.
1. التكافؤ: التكافؤ المنطقي، وليس التكافؤ الحسابي: "≡" يعطى كشرح لكيفية استخدام الرموز، وهذا يعني «إذًا 'p ≡ q' تُمَثّل '(p⊃ q).(q⊃ p)'»، ولاحظ أنه من أجل مناقشة الترميز يُعرّف الكتاب «ما بعد» الترميز بـ «[فراع] ... [فراع]»: [5]

يظهر التكافؤ المنطقي ثانيةً كتعريف: p ≡ q .=. (p ⊃ q). (q ⊃ p).
لاحظ مظهر الأقواس، هذا الاستخدام القواعدي غير مميز ويظهر بشكل متقطع؛ حيث تلعب الأقواس دورًا مهمًا في سلاسل الرموز، على سبيل المثال، نستخدم الرمز "(x)" أحيانًا عوضًا عن الرمز المعاصر "∀x".
1. قيم الحقيقة: «إن 'قيمة الحقيقة' للقضية هي حقيقة إن كانت صحيح، وباطلة إن كانت خاطئ» (هذه العبارة ترجع إلى فريج).
2. علامة التوكيد: "'⊦'.p يمكن أن تُقرَأ 'هذا صحيح أنّ' ... وبالتالي '⊦: 'p .⊃. q تعني "صحيح أن وضع p يستلزم q"، بينما '⊦. p .⊃⊦. q ' تعني "p صحيح إذًا q صحيح، في العبارة الأولى لا تتضمن بالضرورة الحقيقة لأي من p أو q، بينما تتضمن العبارة الثانية حقيقة كل منهما".
3. الاستدلال: نسخة مبادئ الرياضيات من القياس الاستثنائي، «[إذا]»⊦.p«و»⊦ (p ⊃ q)«قد حدث، عندئذ»⊦. q«سيحدث إذا كان من المطلوب أخذه بالحسبان، لا يمكن اختزال عملية الاستدلال إلى رموز، والتدوين الوحيد هو حدوث»⊦. q«[بمعنى آخر، تختفي الرموز الموجودة على اليسار أو يمكن محوها]».
4. استخدام النقط.
5. تعاريف.
6. ملخص البيانات السابقة: مناقشة موجزة للأفكار الأولية "~ p" و "p ∨ q" و "⊦" مختصرةً لافتراض.
7. القضايا الأولية: البديهيات أو المسلمات، وهذه عُدّلت بشكل كبير في الطبعة الثانية.
8. دالات القضايا: تم تعديل فكرة «القضايا» بشكلٍ كبيرٍ في الطبعة الثانية، بما في ذلك تقديم القضايا «الذرية» المرتبطة بعلامات منطقية لتشكيل القضايا «الجزيئية»، واستبدال القضايا الجزيئية في القضايا الذرية أو الجزيئية خلق تعبيرات جديدة.
9. نطاق القيم والتنوع الإجمالي.
10. التوكيد المبهم والمتغير الحقيقي: هذا والجزأين التاليين عُدّلَت أو أُهمِلَت في الطبعة الثانية.
11. الاستلزام الشكلي (الصوري) والتكافؤ الشكلي.
12. التطابق.
13. الفصول والعلاقات.
14. دالات وصفية مختلفة للعلاقات.
15. دالات وصف جمعي.
16. فصول الوحدة.

## الاتساق والانتقادات
بحسب «الأسس المنطقية للرياضيات» لرودولف كارناب: أراد راسل نظرية يمكن القول بشكل معقول أنها تستمد جميع الرياضيات من البديهيات المنطقية البحتة، ومع ذلك فإن «مبادئ الرياضيات-Principia Mathematica» تطلبت بالإضافة إلى البديهيات الأساسية لنظرية النمط، ثلاث بديهيات أخرى بدا أنها غير صحيحة كمجرد مسائل منطقية، وهي بديهية اللانهائية، بديهية الاختيار، وبديهية الاختزال، وبما أن البديهيتين الأولى كانتا بديهيات وجودية، فقد صاغ راسل عبارات رياضية تعتمد عليها كشروط، ولكن في الاختزال كان من المطلوب التأكد من أن البيانات الصورية يمكنها حتى التعبير بشكل صحيح عن تحليل حقيقي، وبذلك البيانات المعتمدة عليها لا يمكن إعادة صياغتها كشروط، وقد جادل فرانك رامزي بأن تشعُّب راسل لنظرية الأنماط غير ضروري، وبذلك يمكن إزالة الاختزال ولكن هذه الحجج تبدو غير حاسمة.
بعيدًا عن وضع البديهيات كحقائق منطقية، يمكن للمرء أن يسأل الأسئلة التالية عن أي منظومة مثل «مبادئ الرياضيات-Principia Mathematica»:
- ما إذا كان يمكن استنتاج تناقض من البديهيات (مسألة عدم الاتساق).
- وما إذا كان هناك بيان رياضي لا يمكن إثباته أو عدم إثباته في المنظومة (مسألة الاكتمال).

حساب القضايا كان في حد ذاته معروفًا باتساقه، ولكن هذا لم يكن في بديهيات «مبادئ الرياضيات» لنظرية المجموعات (مسألة هيلبرت الثانية)، وقد اشتبه راسل ووايتهيد بأن منظومة عملهم غير كامل.

### غودل 1930-1931
في عام 1930، أوضحت نظرية الاكتمال لغودل أن منطق تنبؤ الرتبة الأولى نفسه كان كاملًا بشكلٍ أضعف بكثير- أي جملة غير قابلة للإثبات من مجموعة معينة من البديهيات يجب أن تكون خاطئة في بعض نماذج البديهيات، ومع ذلك هذا ليس الاكتمال المرغوب لمبادئ الرياضيات، فأي نظام معين من البديهيات قد يملك العديد من النماذج، في بعضها يكون بيان معين ما صحيحًا وفي بعض الحالات الأخرى يكون هذا البيان غير صحيح، وهكذا يبقى وضع البيان غير محسوم.
تلقي نظريات عدم الاكتمال لغودل ضوء غير متوقع على هاتين المسألتين المتصلتين.
أوضحت نظرية عدم اكتمال الأولى لغودل أنه لا يمكن لأي امتداد تكراري للمبادئ أن يكون متسقًا وكاملًا بنفس الوقت بالنسبة للبيانات الحسابية، وفقًا للنظرية: في كل نظام منطقي تكراري قوي بما فيه الكفاية (مثل Principia)، هناك بيان G يقرأ «البيان G لا يمكن إثباته»، ومثل هذا البيان نوع من الحالات المتناقضة (كاتش22)، إذا تم إثبات G فالعبارة خاطئة وبالتالي فإن النظام غير متناسق، وإذا كان G غير قابل للإثبات فالعبارة صحيحة وبالتالي النظام غير مكتمل.
تُظهِر نظرية عدم الاكتمال الثانية (1931) أنه لا يمكن استخدام أي نظام شكلي موسع للحساب الأساسي لإثبات اتساقه، وبالتالي لا يمكن أن يثبت بيان «لا توجد تناقضات في نظام المبادئ» في نظام المبادئ ما لم تكن هناك تناقضات في النظام (في هذه الحالة يمكن إثبات كل من الصحة والخطأ).

### لودفيغ فيغنتشتاين 1919- 1939
انتقد فيغنتشتاين المبادئ بمحاضراته حول أسس الرياضيات على أسس مختلفة:
- الحسابات التي نستخدمها بشكل يوم أساسية وأي اختلاف بينها وبين المبادئ سيكون الخطأ في هذه الأخيرة وليس الحسابات اليومية.
- لا يمكن استخدام المبادئ مع الأرقام الكبيرة وإلا ستصبح الصيغ طويلة جدًا، واختصار ذلك سيحتاج عملية تعتمد على التقنيات اليومية، ومرة أخرى المبادئ هي من تعتمد على التقنيات وليس العكس.

ولكنه اعترف مع ذلك بأن المبادئ قد تجعل بعض الحسابات اليومية أوضح.

### غودل 1944
قدم غودل عام 1944 في «منهج راسل الرياضي- Russell's mathematical logic»: «مناقشة نقدية لكن متعاطفة مع التنظيم المنطقي للأفكار».